# Othem
Othem är en tidigare småort i Othems socken i Gotlands kommun, belägen på norra Gotland vid länsväg 148, cirka 6 km nordväst om Slite. Småorten omfattar bebyggelse utmed länsväg 148 strax norr om Othems kyrka. SCB ändrade sin metod att ta fram småortsstatistik 2015, varvid orten inte längre uppfyllde kraven för att vara en småort.

## Kända personer från orten
- Alf Sandqvist